# Zenyattà Mondatta Tour
El Zenyattà Mondatta Tour fue una gira de conciertos realizada entre los años 1980 y 1981 por la banda de Rock y New Wave inglesa The Police.
La gira promocionaba al álbum Zenyattà Mondatta y constó de 86 shows alrededor del mundo.
- Datos: Q8069263